# James Douglas (9e comte de Douglas)
James Douglas  (vers 1426 – abbaye de Lindores, comté de Fife, 1491) est un baron écossais qui fut le dernier comte de Douglas.

## Biographie
Il est le frère et successeur de William Douglas. Il participe aux troubles de son époque et se rebelle lui aussi contre le roi Jacques II d'Écosse en 1454. L'année suivante il est déchu de tous ses biens pour trahison pendant qu'il se trouve à Londres. Son frère Archibald, comte de Moray est tué à la bataille d'Arkinholm, son autre frère Hugh, comte d'Ormonde, meurt des blessures reçues lors de la bataille et leur cadet John, Lord Balvany doit vivre en exil.  
Il rencontre en 1483 à la cour d'Édouard IV d'Angleterre Alexandre Stuart, 1er duc d'Albany, en rébellion contre son frère Jacques III d'Écosse depuis 1482. Le nouveau roi d'Angleterre Richard III prévoit initialement d'envahir l'Écosse mais il décide de concentrer sa politique étrangère à l'élimination de la menace posée par le prétendant au trône Henri Tudor. Il ne donne que sa permission à Albany et Douglas pour envahir l'Écosse à l'été 1484. 
À la tête de 500 cavaliers, Albany et Douglas entrent en Écosse le 22 juillet 1484 pendant la foire annuelle. Bien qu'ils aient espéré que la population et les autres nobles se rebellent contre Jacques III, ils rencontrent une résistance inattendue à la bataille de Lochmaben Fair. Douglas est capturé par les hommes du roi tandis qu'Albany s'enfuit.
Douglas finit ses jours emprisonné. Avec lui s'éteint la branche aînée des Douglas dits Douglas Noirs.

## Unions
James Douglas épouse au début de 1453 Margaret Douglas, veuve de son frère William, et sa cousine germaine. Elle fuit en Angleterre avec lui, mais après avoir sans doute obtenu le divorce, elle revient en Écosse vers 1459, et épouse le demi-frère du roi John Stewart, 1er comte d'Atholl.
James Douglas épouse un peu après 1461, en secondes noces, Anne Holland (vers 1430 † 1486), fille de John Holland, duc d'Exeter († 1447), et de sa première femme, Anne Stafford († 1432). Elle meurt avant lui le 26 décembre 1486. James Douglas ne laisse de descendant d'aucune de ses unions.